# L*underground 林家謙演唱會
《L*underground 林家謙演唱會》是香港男歌手林家謙首個於外地舉辦的個人演唱會，亦是其第一次於澳門倫敦人綜藝館及倫敦O2體育館舉辦演唱會。澳門預覽（SNEAK PEEK）場由A+ Music、澳門倫敦人主辦；倫敦場由A+ Music、理想國演藝（英國）、28 group主辦。

## 場次
| 場次 | 日期   | 日期     | 場地             | 開場時間               | 備注                                                                       |
| ---- | ------ | -------- | ---------------- | ---------------------- | -------------------------------------------------------------------------- |
| 1    | 2023年 | 10月6日  | 澳門倫敦人綜藝館 | 晚上8時正 （澳門時間） | 預覽（SNEEK PEEK）首場                                                     |
| 2    | 2023年 | 10月7日  | 澳門倫敦人綜藝館 | 晚上8時正 （澳門時間） | 預覽（SNEEK PEEK）                                                         |
| 3    | 2023年 | 10月15日 | 澳門倫敦人綜藝館 | 晚上7時正 （澳門時間） | 預覽（SNEEK PEEK）加場、尾場 原定10月8日，因強颱風「小犬」而取消並延期舉行 |
| 4    | 2023年 | 10月22日 | 英國倫敦O2體育館 | 晚上8時正 （英國時間） |                                                                            |

## 曲目
Part 1
1. 潛水（原唱：張敬軒）
2. 一人之境
3. 某種老朋友
4. 心頭大石（原唱：鄭融）
5. 塵大師（原唱：陳奕迅）
6. 特倫斯夢遊仙境

（樂隊間奏）
Part 2
1. Blackbird（雷同二友嘉賓演出）（原唱：The Beatles）
2. doodoodoo
3. 夏之風物詩

（Talk 1）
Part 3
1. 小林不動產
2. 神奇的糊塗魔藥
3. 在空中的這一秒
4. 自由飛翔（雷同二友合唱）（原唱：JW王灝兒）
5. 聽風
6. 想創（原唱：陳柏宇）
7. 關於我們（樂隊及小號間奏）（原唱：周柏豪）

Part 4
1. 靈魂出竅練習曲（原唱：JNYBeatz、林家謙）
2. 難道喜歡處女座
3. 萬一你是個好人
4. 怪我只敢做好人
5. 可惜你是個人（原唱：鄧小巧）
6. 記得（大提琴及小號演奏）

Part 5
1. 流離者的海
2. 世界對我們（樂隊合唱）（原唱：Robynn & Kendy）
3. just carry on
4. 邊一個發明了ENCORE

（Talk 2）
Encore 1
1. 拼命無恙

（Talk 3 - 感謝名單）
Encore 2
1. 記得

Part 1
1. 潛水（原唱：張敬軒）
2. 一人之境
3. 某種老朋友
4. 心頭大石（原唱：鄭融）
5. 塵大師（原唱：陳奕迅）
6. 特倫斯夢遊仙境

（樂隊間奏）
Part 2
1. Blackbird（雷同二友嘉賓演出）（原唱：The Beatles）
2. doodoodoo
3. 夏之風物詩

（Talk 1）
Part 3
1. 小林不動產
2. 神奇的糊塗魔藥
3. 在空中的這一秒
4. 自由飛翔（雷同二友合唱）（原唱：JW王灝兒）
5. 聽風
6. 想創（原唱：陳柏宇）
7. 關於我們（樂隊及小號間奏）（原唱：周柏豪）

Part 4
1. 靈魂出竅練習曲（原唱：JNYBeatz、林家謙）
2. 難道喜歡處女座
3. 萬一你是個好人
4. 怪我只敢做好人
5. 可惜你是個人（原唱：鄧小巧）
6. 記得（大提琴及小號演奏）

Part 5
1. 流離者的海
2. 世界對我們（樂隊合唱）（原唱：Robynn & Kendy）
3. just carry on
4. 邊一個發明了ENCORE

（Talk 2）
Encore 1
1. 時光倒流一句話

（Talk 3 - 感謝名單）
Encore 2
1. 下一位前度

Part 1
1. 潛水（原唱：張敬軒）
2. 一人之境
3. 某種老朋友
4. 心頭大石（原唱：鄭融）
5. 塵大師（原唱：陳奕迅）
6. 特倫斯夢遊仙境

（樂隊間奏）
Part 2
1. Blackbird（雷同二友嘉賓演出）（原唱：The Beatles）
2. doodoodoo
3. 夏之風物詩

（Talk 1）
Part 3
1. 小林不動產
2. 神奇的糊塗魔藥
3. 在空中的這一秒
4. 自由飛翔（雷同二友合唱）（原唱：JW王灝兒）
5. 聽風
6. 想創（原唱：陳柏宇）
7. 關於我們（樂隊及小號間奏）（原唱：周柏豪）

Part 4
1. 靈魂出竅練習曲（原唱：JNYBeatz、林家謙）
2. 難道喜歡處女座
3. 萬一你是個好人
4. 怪我只敢做好人
5. 可惜你是個人（原唱：鄧小巧）
6. 記得（大提琴及小號演奏）

Part 5
1. 流離者的海
2. 世界對我們（樂隊合唱）（原唱：Robynn & Kendy）
3. just carry on
4. 邊一個發明了ENCORE

（Talk 2）
Encore 1
1. 壞與更壞（原唱：林宥嘉）

（Talk 3 - 感謝名單）
Encore 2 

（Talk 4  - Dem Beat）
1. 任我行（原唱：陳奕迅）
2. 時光倒流一句話

Part 1
1. 潛水（原唱：張敬軒）
2. 一人之境
3. 某種老朋友
4. 重陽（原唱：鄧小巧）
5. 塵大師（原唱：陳奕迅）
6. 特倫斯夢遊仙境

（樂隊間奏）
Part 2
1. Blackbird（雷同二友嘉賓演出）（原唱：The Beatles）
2. doodoodoo
3. 夏之風物詩

（Talk 1）
Part 3
1. 小林不動產
2. 神奇的糊塗魔藥
3. 在空中的這一秒
4. 自由飛翔（雷同二友合唱）（原唱：JW王灝兒）
5. 聽風
6. 想創（原唱：陳柏宇）
7. 關於我們（樂隊及小號間奏）（原唱：周柏豪）

Part 4
1. 靈魂出竅練習曲（原唱：JNYBeatz、林家謙）
2. 難道喜歡處女座
3. 萬一你是個好人
4. 怪我只敢做好人
5. 可惜你是個人（原唱：鄧小巧）
6. 記得（大提琴及小號演奏）

Part 5
1. One Way（樂隊合唱）（原唱：ILUB）
2. 世界對我們（樂隊合唱）（原唱：Robynn & Kendy）
3. 流離者的海

（Talk 2）

　　4. just carry on
Encore 1
1. 邊一個發明了ENCORE

（Talk 3 - 感謝名單）
Encore 2
1. 時光倒流一句話
2. 記得
3. 壞與更壞（清唱半首）（原唱：林宥嘉）

## 影音系列
| 曲目 | 曲目                     |
| 曲序 | 曲目                     |
| ---- | ------------------------ |
| 1.   | 潛水                     |
| 2.   | 一人之境                 |
| 3.   | 某種老朋友               |
| 4.   | 重陽                     |
| 5.   | 塵大師                   |
| 6.   | 特倫斯夢遊仙境           |
| 7.   | doodoodoo                |
| 8.   | 夏之風物詩               |
| 9.   | 小林不動產               |
| 10.  | 神奇的糊塗魔藥           |
| 11.  | 在空中的這一秒           |
| 12.  | 想創                     |
| 13.  | Jupiter (Instrumental)   |
| 14.  | 靈魂出竅練習曲           |
| 15.  | 難道喜歡處女座           |
| 16.  | 萬一你是個好人           |
| 17.  | 怪我只敢做好人           |
| 18.  | 可惜你是個人             |
| 19.  | 記得 (Instrumental)      |
| 20.  | One Way                  |
| 21.  | 世界對我們               |
| 22.  | 流離者的海               |
| 23.  | just carry on            |
| 24.  | 邊一個發明了ENCORE       |
| 25.  | 心頭大石                 |
| 26.  | 自由飛翔（雷同二友合唱） |
| 27.  | 任我行                   |

## 幕後團隊
創作總監：林家謙

演唱會總監：馮貽柏

音樂總監、樂隊領隊：何秉舜

鋼琴：林家謙、何秉舜

鍵盤：何秉舜、Dick Wong

Wurlitzer 200A鍵盤：林家謙

木結他：林家謙、范梓謙、Nic Tsui

電結他：范梓謙、Nic Tsui

低音結他：小明

鼓：Steffunn 黃偉勳

大提琴：Rebecca Li

長笛：何秉舜

和音：雷同二友

音樂編曲：林家謙、何秉舜

音響設計工程師：洪天佑

動畫師：Chu Fung、Rocky@EggShellSea、Isaac Shek、Sammy Wong...

髮型師：Cedric Tsang@TONI&GUY HK 

化妝師：Dera Tse Wai Ying

造型師：Charles Wong@men's uno HK

## 關連條目
主題曲：流離者的海